# Heterogena
Heterogena là một chi bướm đêm thuộc họ Geometridae.